# Fiesta del año nuevo p’urépecha

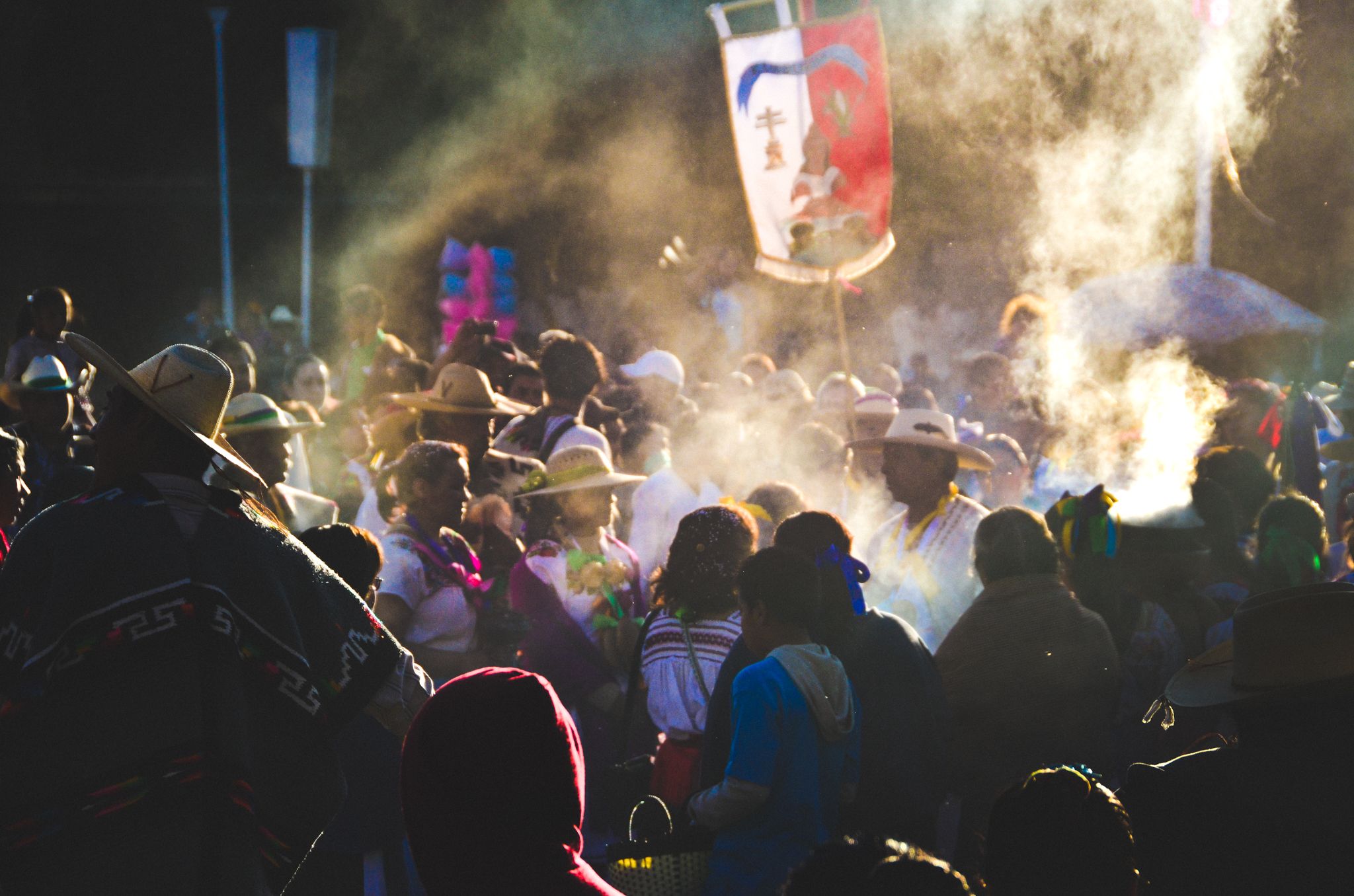
Celebración del año nuevo p'urépecha.

La fiesta del año nuevo p’urépecha o kurhíkuaeri k’uinchekua es una festividad y tradición p'urhepecha, la cual consiste en actividades que se celebran el 1 y 2 de febrero de cada año. Comienza aproximadamente en la tarde del día 1 y termina a las 11:59 p. m. del día 2. Participa toda la sociedad, y guarda gran importancia para las comunidades  p’urépechas, pues así preservan las tradiciones que son parte de su identidad; dando a conocer la diversidad cultural que se encuentra en el estado de Michoacán.

## Contexto
El pueblo p'urhépecha se puede encontrar principalmente en 22 municipios de Michoacán, que son: Coeneo, Charapan, Cherán, Chilchota, Erongarícuaro, Los Reyes, Nahuatzen, Nuevo Parangaricutiro, Paracho, Pátzcuaro, Periban, Quiroga, Tancítaro, Tangamandapio, Tangancícuaro, Tingambato, Tinguindín, Tocumbo, Tzintzuntzan, Uruapan, Zacapu y Ziracuaretiro. Aun así, los hablantes que hablan la lengua p'urhé se distribuyen en 95 de los 113 municipios del estado.
La comunidad p'urhépecha celebra anualmente la ceremonia Kurhikuaeri K'uinchekua-renovación de Kurhikua (Fuego)-para iniciar el Juchari Uéxurhini (Año Nuevo) que rememora la historia del antiguo Pueblo P'urhépecha, en que se realizaba un gran rito al Fuego, para pedirle su ayuda para dirigir la guerra, ganar batallas y así extender el territorio de Kurhihuaeri.

## Historia
El kurhíkuaeri k’uinchekua tiene antecedentes desde el siglo XVI, aunque tuvo un resurgimiento en 1983. La tradición se fue transmitiendo de generación en generación por tradición oral, " para preservarla tras la conquista europea". La celebración hace una revaloración de las raíces culturales y los conocimientos de los antepasados prehispánicos del pueblo P'urhépecha. Desde el periodo virreinal, los pueblos indígenas, y entre ellos, el pueblo p’urhépecha, han resistido sistemáticamente los embates de los colonialistas, liberales, conservadores, positivistas y neoliberales. Ha logrado conservar sus propias tradiciones que conforman su identidad. Quienes integran esta festividad son personas de los distintos municipios del estado de Michoacán.

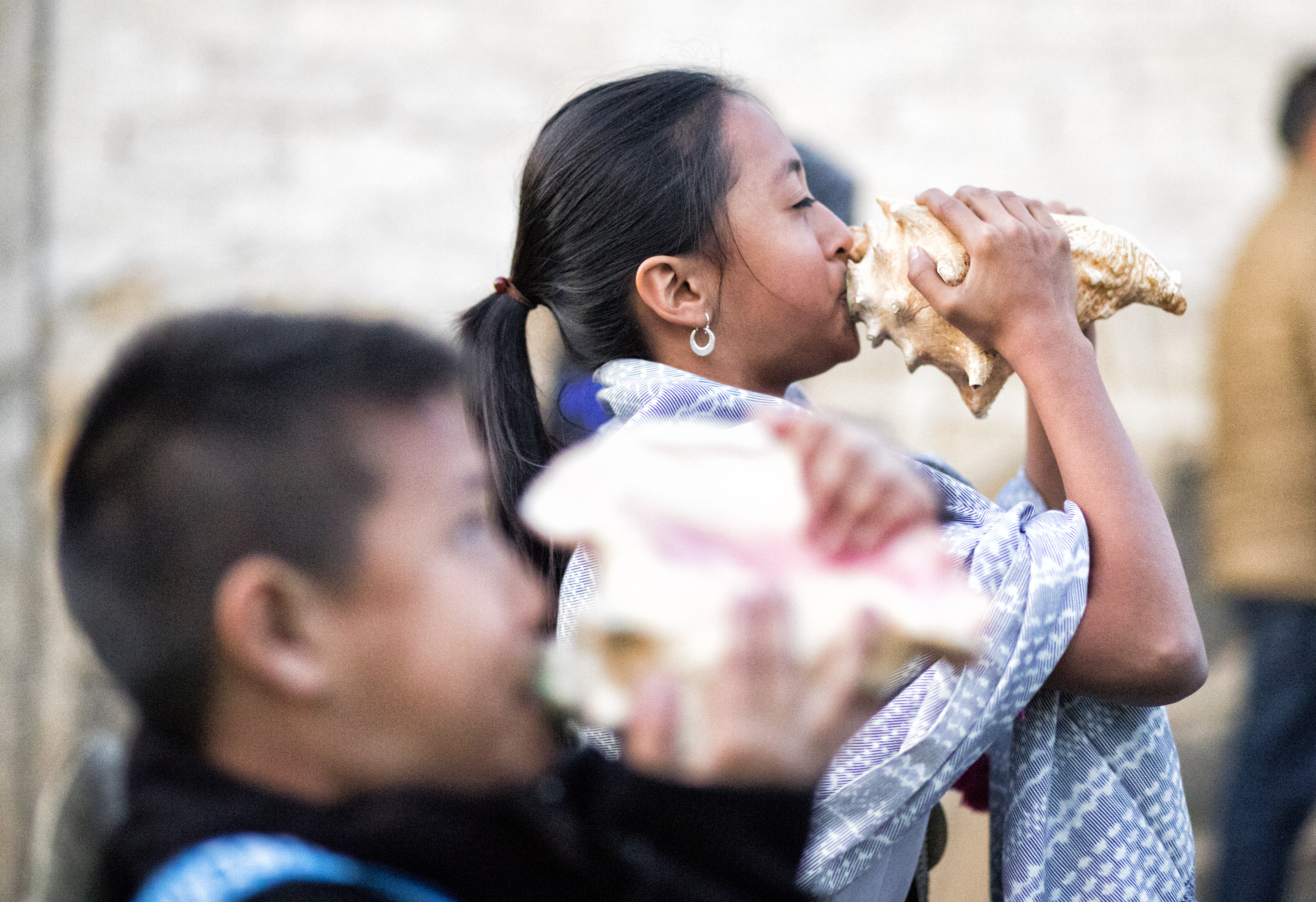
Tocando la caracola durante la celebración del año nuevo p'urhépecha.

Habitantes de todos los puntos del estado se reúnen al caer la noche para ser testigos del “encendido del fuego”. En esta celebración se le rendía culto al Dios Curicaueri (deidad prehispánica) la cual es la figura más antigua de donde provienen los p’urépechas.

## Principios de la ceremonia
Kurhíkuaeri K’uínchekua es una ceremonia ritual y una celebración por el resurgimiento de la cultura p'urhépecha. Se lleva a cabo cada primero de febrero. La celebración tiene tres principios básicos que la rigen: 1) no se admite la intromisión o participación de ningún partido político; 2) como actividad ritual tradicional, no admite religiones que tengan un origen occidental; y 3) no está permitida la intervención de ninguna institución pública de gobierno o de índole privada. Se trata de una celebración autónoma, histórica y originaria del pueblo p'urhépecha.

## Ritual
El momento de la fiesta se da el 1 de febrero desde muy temprano; existen varios bloques en este momento en este bloque se consideran varios momentos y por lo tanto es mucho más extenso, la narración oscila entre lo descriptivo, lo explicativo y la parte más bien anecdótica.
Se realiza una caminata, en la cual se van haciendo paradas y visitas en doce comunidades purépechas, para generar y fortalecer los lazos amistosos, enalteciendo así los valores comunitarios y culturales. Entre la noche del día 1 y la madrugada del 2 de febrero. La flama que se genera es compartida de persona a persona para simbolizar la amistad y fraternidad al ritmo de las 'pirekuas', que es un canto tradicional del pueblo purépecha catalogado como Patrimonio cultural inmaterial de la humanidad por la UNESCO. Cientos de personas se reúnen el día 2 de febrero de cada año para celebrar el año nuevo y así mismo encender trozos de madera que simbolizan la esperanza del año entrante.
| Lo previo | La fiesta | El resguardo                             |
| --- | --- | ---------------------------------------- |
| - Kúperakua: Recibimiento de los símbolos - Eratsekua ka janasïkakua: Reuniones y talleres mensuales - Uanapikua: Caminata de la ex sede a la sede - Kúperakua: El recibimiento del fuego viejo - Ch'piri patsakua: Guarda del fuego - Jurinhekua: Baño tradicional de vapor - Ambajpajtsikua: Velación del fuego | - Kuinchekua: Ceremonia matutina - Uandaniatecha iretecheri: Voz a las comunidades - Uanopikua: Caminata de las ex sedes por la comunidad - Tsipikua: Los actos culturales - Uarakua Ch'anakua: Juego de pelota - Kurhamujperakua: Asamblea de consejo. Petición del cargo - Ch'piri Jimbanhi: Fuego nuevo - Jimbanhi eiamperakua: Anuncio de la nueva sede | - Tsanperakua: resguardo del fuego nuevo |

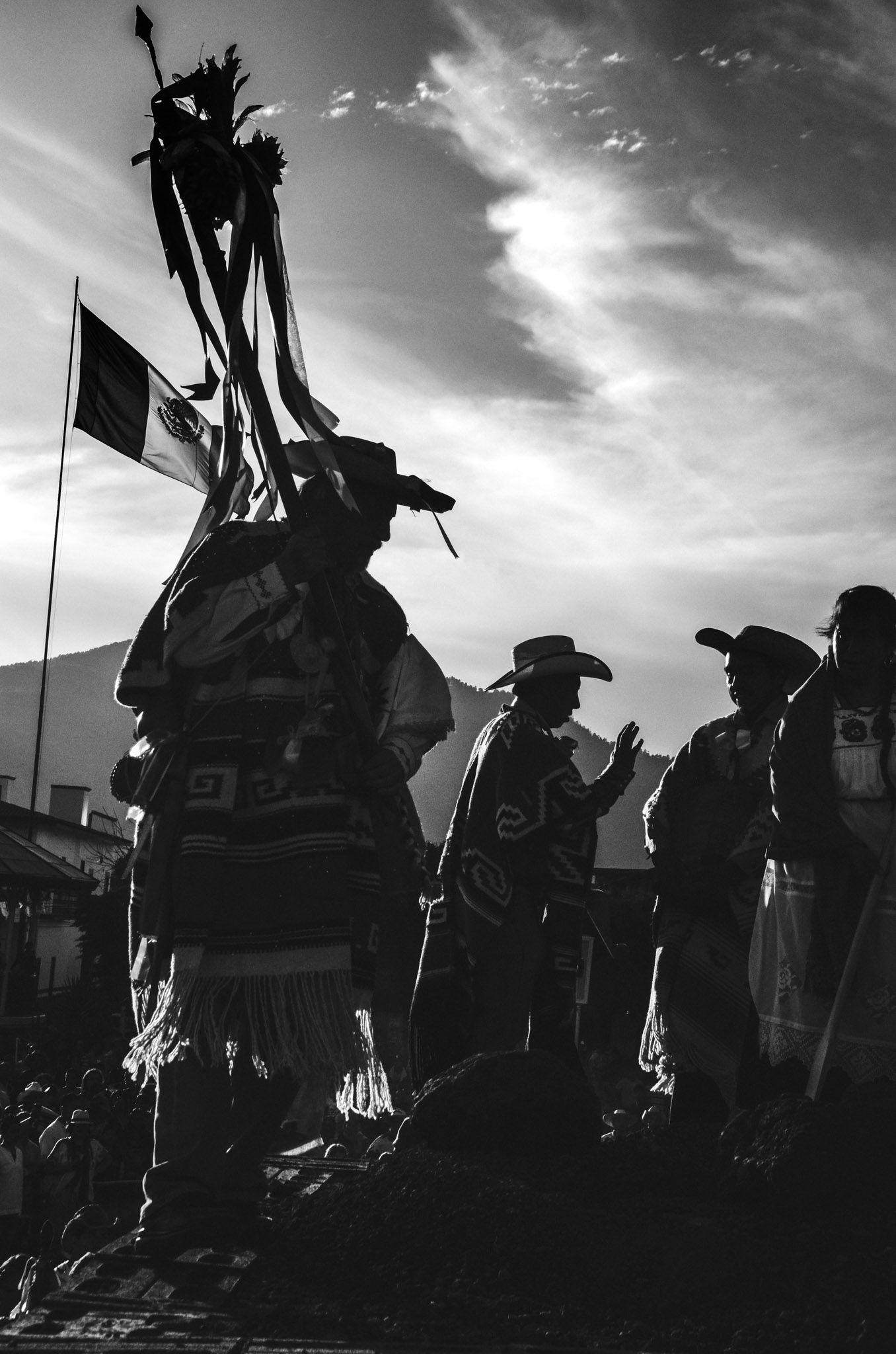
Cargueros del Fuego Nuevo

No es coincidencia que se haya elegido esa noche para la realización del ritual, pues tiene una correspondencia con los movimientos de los astros en el cielo. En esa noche la constelación de orión está a la mitad de su recorrido, marcando un inicio a una etapa nueva en el calendario de la cosecha. Los integrantes del pueblo purépecha rezan la siguiente oración: “Tierra mi cuerpo, agua mi sangre y fuego mi espíritu”. En la celebración son los cargueros los responsables del cuidado de los símbolos tradicionales de la comunidad purépechas y son muy celosos con estos, y les piden a los visitantes que también sean respetuosos con las ceremonias y prácticas.
Además del aspecto ritual de la celebración, la ceremonia del año nuevo es un elemento cultural que ha ido rescatando de manera exitosa la memoria colectiva del pueblo P'urhépecha, pues toma elementos icónicos de la cultura. La tradición se transmite de manera directa, a través de la oralidad, de una generación a la siguiente.
La sede de la celebración cambia cada año, y durante el evento el micrófono permanece abierto, para que los asistentes puedan aportar su conocimiento familiar, lo que hace se hayan podido recuperar elementos de información, además de los ceremoniales, de aspectos locales, cotidianos y que se tienen en común, como la música, la historia, los juegos, entre otros.
En la noche, cuando se termina la narración de historias, se juega a la pelota encendida, denominado Uárhukua Ch'anazkua.